# Школа доктора Комаровского
Школа доктора Комаровского — украинская еженедельная телевизионная передача медицинской направленности, посвящённая различным аспектам детского здоровья и уходу за детьми. Производится украинской киностудией Film.ua, выходит на телеканалах Украины, России, Белоруссии и Молдавии. Также транслируется на русскоязычных каналах Израиля, Канады, Германии. Ведущий передачи — украинский педиатр Евгений Комаровский.

## История
Передача создана в начале 2010 года украинской киностудией Film.ua. Изначально задумывалась как популярная медицинская передача с четырьмя ведущими-врачами, однако после встречи с Комаровским генеральный продюсер Film.ua Television Алла Липовецкая изменила концепцию: Евгений Олегович стал автором и ведущим передачи, которая получила название «Школа доктора Комаровского».
А. Липовецкая:

«Мы пригласили Комаровского на кастинг. Но ещё на этапе переговоров он дал нам понять, что его не устраивает быть одним из четырёх ведущих. Он сразу сказал „до свидания“, чем поразил нас в самое сердце эдакой дерзостью…<…> … после кастинга он дал нам понять, что беспокоить его можно только по телефону и только в том случае, когда у нас будут достойные для него предложения. А иначе — не отвлекать его от реально нуждающихся в его помощи людей. И это зацепило».
— интервью проекту «Телекритика»
Первый выпуск «Школы…» вышел 7 марта 2010 года на центральном украинском телеканале Интер и стал лидером утреннего эфира с долей 17,5 % и рейтингом 3,1 % (аудитория «18+» в городах с населением 50 тыс.+). Популярности первых выпусков способствовала пандемия «свиного гриппа» 2009—2010: «антиистерическая» статья Комаровского «„Свиной“ грипп как зеркало, в котором видно всё…» широко перепечатывалась и принесла доктору дополнительную известность.
Два года подряд передача становилась лауреатом украинской телевизионной премии Телетриумф: 2010 г. — в номинации «Познавательная программа. Стиль жизни»; 2011 г. — в номинации «Детская программа».
Выходит на каналах Украины (Интер, Интер+, К2), Белоруссии (Беларусь-1, Беларусь-24), Молдавии (СТС Mega, Canal 2, Canal 3). В России программа транслировалась на телеканалах «Семёрка (7ТВ)», «ТВ-3», «Пятница!» и «Мама».
Выпуски передачи публикуются на официальном сайте доктора Комаровского.

## Структура и темы передачи
Цели передачи обозначены Комаровским следующим образом:

«В своей передаче я не буду говорить, какие лекарства и в каких дозах нужно принимать детям. Я хочу, чтобы все поняли, что возможности мамы и папы в десятки раз больше, чем возможности педиатра. Только они должны знать, что́ нужно делать, а не думать, что их кто-то чему-то научит. А потом мы кричим, что мы все вымираем. Конечно, вымираем, потому что мы превратили материнство в подвиг. Моя задача — научить вас, как быть счастливыми мамами и не переставать быть женщинами.»
— из интервью
Каждая передача, посвящённая одной теме, касается детского здоровья или ухода за ребёнком (например, «Диатез», «Внутричерепное давление», «Прививки: реакции и осложнения», «Правила детского сна»).
В течение передачи её тема рассматривается во время «открытого приёма» в формате ток-шоу с участием публичных персон и их детей в роли пациентов, а затем в ответах доктора на вопросы аудитории.
В различных выпусках передачи участвовали Анатолий Кинах, Арсений Яценюк, Яна Клочкова, Владимир Зеленский, Вера Брежнева.

## Ведущие
- Доктор — Евгений Олегович Комаровский, известный украинский педиатр, автор более десятка популярных книг о здоровье ребёнка, кандидат медицинских наук, врач высшей категории.
- «Луиза Васильевна» (собеседница доктора, представляющая взгляды «обычного человека») — Валентина Ильяшенко, актриса театра им. Ивана Франко, заслуженная артистка Украины.

В передачах также принимают участие постоянные «эксперты» — дети.